# Effe (magazine)
Effe était un magazine féministe italien, dont la rédaction était  à Rome, qui a été publié tous les mois entre 1973 et 1982 (84 numéros).

## Histoire
Effe est né en 1973, avec la parution d'un numéro 0. Fondée par Daniela Colombo et Alma Sabatini, Adele Cambria est la cheffe de rédaction. Danielle Turone, Leslie Leonelli, Agnese De Donato, Donata Francescato, Lara Foletti, Viola Angelini, Giovanna Pala et Gabriella Parca ont participé à la rédaction de ce numéro.
Le premier numéro parait en novembre 1973. Édité par Dedalo installé à Bari jusqu'en 1974, la gestion est ensuite assurée sous forme coopérative. le sous-titre  mensile femminista autogestito apparaît sur la couverture. En 1974, Grazia Francescato et Vanna Vannuccini rejoignent le comité de rédaction.
Mensuel, il est publié pendant dix ans jusqu'au dernier numéro de décembre 1982.
La revue magazine est le premier magazine féministe italien (la prima rivista femminista italiana, nata come rivista di attualità e cultura legata al movimento Femminismo). Écrit par des femmes, truffé de photographies et d'images, Effe est pendant des années une référence importante pour toutes les italiennes intéressées par le féminisme avec ses enquêtes, ses articles sur l'avortement, les violences sexuelles et  la production culturelle des femmes.Effe se veut aussi un lieu d'élaboration de discours féministes, en particulier sur le corps et la corporéité.
Les abonnements constituent la source principale de financement et garantissent l'autonomie de la publication. La diffusion  dépasse régulièrement les 30 000 exemplaires, avec des pointes jusqu'à 80 000 exemplaires dont 12 000 abonnements vers 1978.
Les succès du mouvement féminisme au début des années 1980 et les difficultés économiques persistantes de la coopérative conduiront d'abord à une relance avec un nouveau format typographique puis à la fermeture du magazine.